# Connemara Stone Company
Die Connemara Stone Company (kurz CSC) ist eine Folk-Rock-Gruppe aus dem Ruhrgebiet, der Großteil der Musiker wohnt in Essen. Die Gruppe wird dem Folk Rock oder Celtic Folk zugerechnet, wobei sie sowohl traditionelle Stücke als auch Eigenkompositionen spielen. Sie beziehen sich dabei auf „keltische“ Folkmusik und kombinieren diese mit moderner Rockmusik, sie selbst bezeichnen ihren Musikstil daher als „Celtic Folk Rock“.

## Geschichte
Die Connemara Stone Company wurde im Jahre 1995 gegründet. Flötist Michael Künzel ist seit 1996 dabei, Bassist Peter Fürbach seit 2015. Gründungsmitglied Ralf Rumpelt (Bass, Technik) verließ die Band 2006. Von 2007 bis Ende 2010 wurde der musikalische Horizont durch Christel und Willi Wegener (beide Dudelsack) erweitert. Ende 2010 verließen beide – wie auch nach einer langen gemeinsamen Zeit Sänger und Akustik-Gitarrist „Olli“ Olaf Mesenbrock – die Band. Nach zehn gemeinsamen Jahren beschloss auch Bassist „Ofri“ Pohl im Jahre 2015, seine Mitgliedschaft aus persönlichen Gründen zu beenden.
Olaf Mesenbrock wurde 2011 durch den Sänger Dino Serci ersetzt, zeitgleich kam als Gitarrist Meikel Setter hinzu. Die Besetzung dieser Position in der Band sollte sich eine Zeitlang als instabil erweisen. Denn der zunächst neu eingeschlagene Weg mit Setter – einem Vertreter der Heavy-Metal-Fraktion – war nicht von Dauer. Zwischenzeitlich besann man sich mit dem Gladbecker Stefan Mrezar (Bouzouki und Mandoline) auf die folkloristischen Ursprünge zurück. Letztendlich konnte die Position dann mit Michael Cernik (Akustik- und E-Gitarre) besetzt werden. Für „Ofri“ Pohl übernahm 2015 Peter Fürbach die Position am Bass.
Seit vielen Jahren ist der Brite Keith Bailey (u. a. Mitorganisator des Volmarsteiner Folk-Festivals) der Manager der Band. Hannes Spellerberg (einer der Brüder von Georg Spellerberg) ist ebenfalls schon sehr lange dabei und als Techniker für den Live-Sound verantwortlich.
1996 wurde das erste Album From Celtic to Rock produziert. Im Jahre 1999 führte eine Tournee die Band durch Irland. Die Gruppe erreichte insbesondere im Ruhrgebiet Bekanntheit, wo sie regelmäßig in Pubs, auf Festivals und (Stadt-)Festen spielt. Beispielsweise ist man seit 2005 drei Mal beim großen Stadtfest „Essen Original“ auf der Hauptbühne aufgetreten. Bundesweit finden regelmäßig Auftritte statt. Aber auch europaweit (Italien, Schweiz, Niederlande) trat die Band auf.
Dino Serci verließ die Band Ende November 2016 und seit Januar 2017 ist CSC mit dem Folk-orientierten Sänger Geordie unterwegs.

## Diskografie
- From Celtic to Rock; 1997, „Basement“ Studio Essen (LC 8248), nur noch als Online-Download
- Made in Essen VIII (Sampler der Sparkasse); 1997, 12 Bands; CSC mit dem Song „Bonnie Ship the Diamond“ (LC 6827)
- For one Ireland; 1998, Basement Studio Essen (LC 8248)
- Made in Essen X (Jubiläums-Sampler der Sparkasse Essen, 2000) CSC mit The Town I Loved So Well (LC 6827)
- Live in Ringlokschuppen; 2001, „Lager 1“ Studio Castrop-Rauxel (LC 8248), Livealbum, nur noch als Online-Download
- The Boys from the Ruhr; 2002, „Lager 1“ Studio Castrop-Rauxel (LC 8248), Single
- Birds & Beasts; 2004, „Lager 1“ Studio Castrop-Rauxel, Label: Steeplejack Music (LC 02106)
- For one Ireland….again; 2009 (For one Ireland remastered + 4 Bonus tracks) Label: Steeplejack Music (LC 02106)
- Dragonfly – Connemara Stone Company LIVE; 2009, aufgenommen bei „FOLK im Schlosshof“ in Bad Rappenau (LC 8248)
- Original; 2013, aufgenommen bei „Essen Original“ am 31. August 2012 -Live-Konzert in der Essener City (LC 15418)
- Back Home – 2015 Das neue Studio CD von CSC
- Toss the Feathers – 2018

## Auszeichnungen
- Erster Platz beim Deutschen Rock & Pop Preis 2010 in der Kategorie „Beste Schottische Folkband“
- Dritter Platz beim Deutschen Rock & Pop Preis 2011 in der Kategorie „Beste Schottische Folkband“
- Sänger Dino Serci: Erster Platz beim Deutschen Rock & Pop Preis 2011 in der Kategorie „Bester Folk-Rock-Sänger“
- Erster Platz beim Deutschen Rock & Pop Preis 2015 in der Kategorie „Bestes Folk Rock-Album“
- Dritter Platz beim Deutschen Rock & Pop Preis 2015 in der Kategorie „Beste Folk-Rock-Band“